# دومبس
دومبس ((بالفرنسية: Domps)‏ هي بلدية في مقاطعة فيين العليا في منطقة أقطانية الجديدة غرب فرنسا. ولد الكاتب والمقاوم جان بلانزات (1906–1977) في دومبس.